# Yezoceryx intermedius
Yezoceryx intermedius är en stekelart som först beskrevs av Jinhaku Sonan 1936.  Yezoceryx intermedius ingår i släktet Yezoceryx och familjen brokparasitsteklar. Inga underarter finns listade i Catalogue of Life.